# Овсянникова, Елена Борисовна
Еле́на Бори́совна Овся́нникова (р. 15 июня 1948) — советский и российский архитектуровед, историк искусства. Исследовательница архитектуры русского авангарда.

## Биография
Родилась 15 июня 1948 в семье профессора Московского авиационного института Б. В. Овсянникова и архитектора Н. Н. Виноградовой.
Профессор кафедры истории советской и современной зарубежной архитектуры Московского архитектурного института.
Кандидат архитектуры.
Координатор интернет-проекта Moskonstruct.org.
Приглашённый лектор ряда западных вузов.
Автор статей по вопросам охраны наследия, изучения искусства и архитектуры авангарда.
Автор проекта и реализации воссоздания росписи фасадов «Дома Моссельпрома».

### Семья
- Сын — Николай Юрьевич Васильев, историк дизайна, исследователь московского архитектурного авангарда. Кандидат искусствоведения.
- Дочь — Ольга Юрьевна Васильева, архитектор.

## Участие в творческих и общественных организациях
- Член Союза архитекторов России
- Член Союза реставраторов России
- Член ICOMOS
- Член DOCOMOMO
- Член Секции советского периода Методического совета по культурному наследию Министерства культуры РФ

## Награды и премии
- Лауреат премии правительства Москвы за лучшую реставрацию памятников архитектуры «Москва-1997»